# Gertrude di Baviera e Sassonia

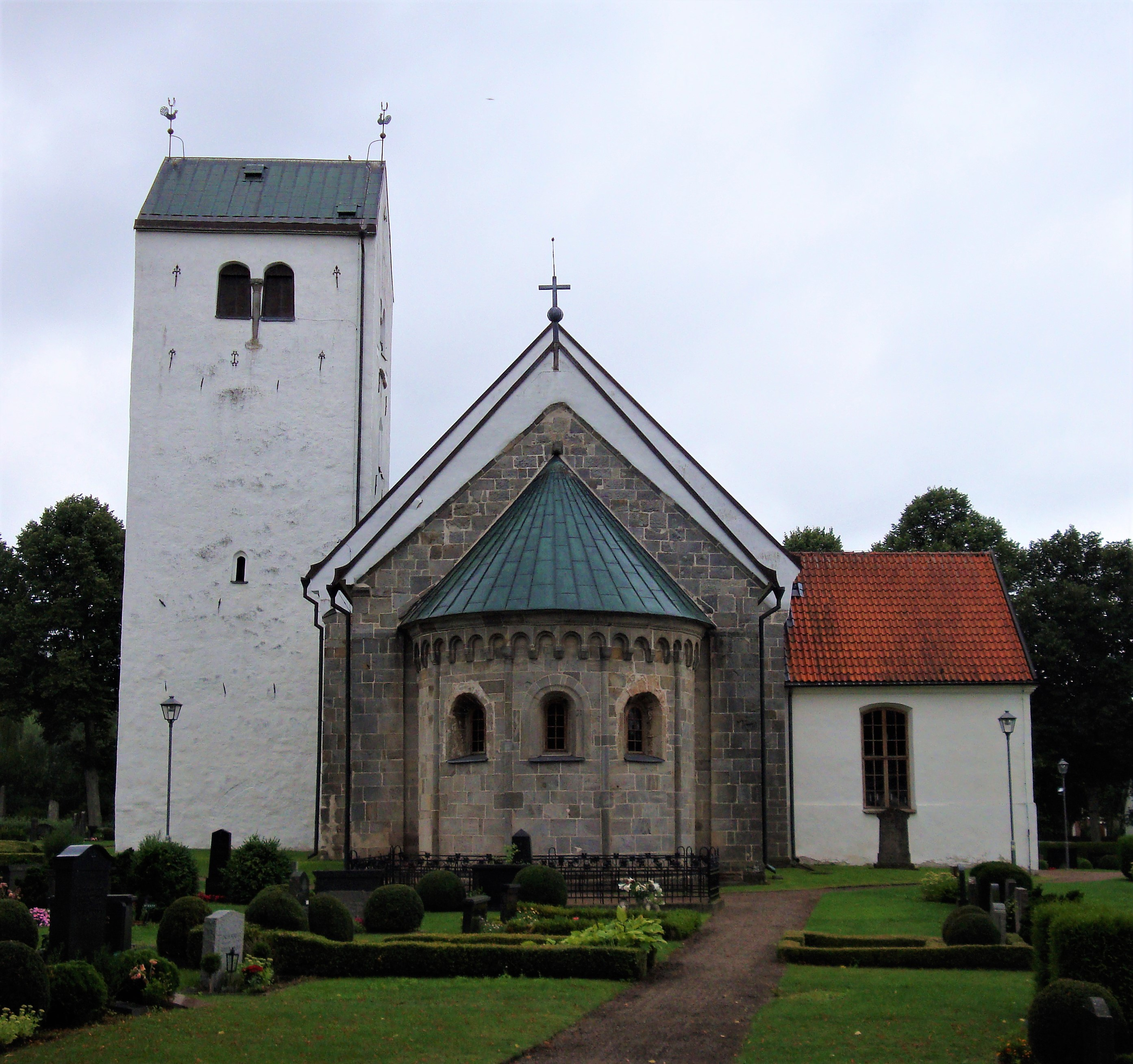
Chiesa romanica di Nostra Signora a Vä

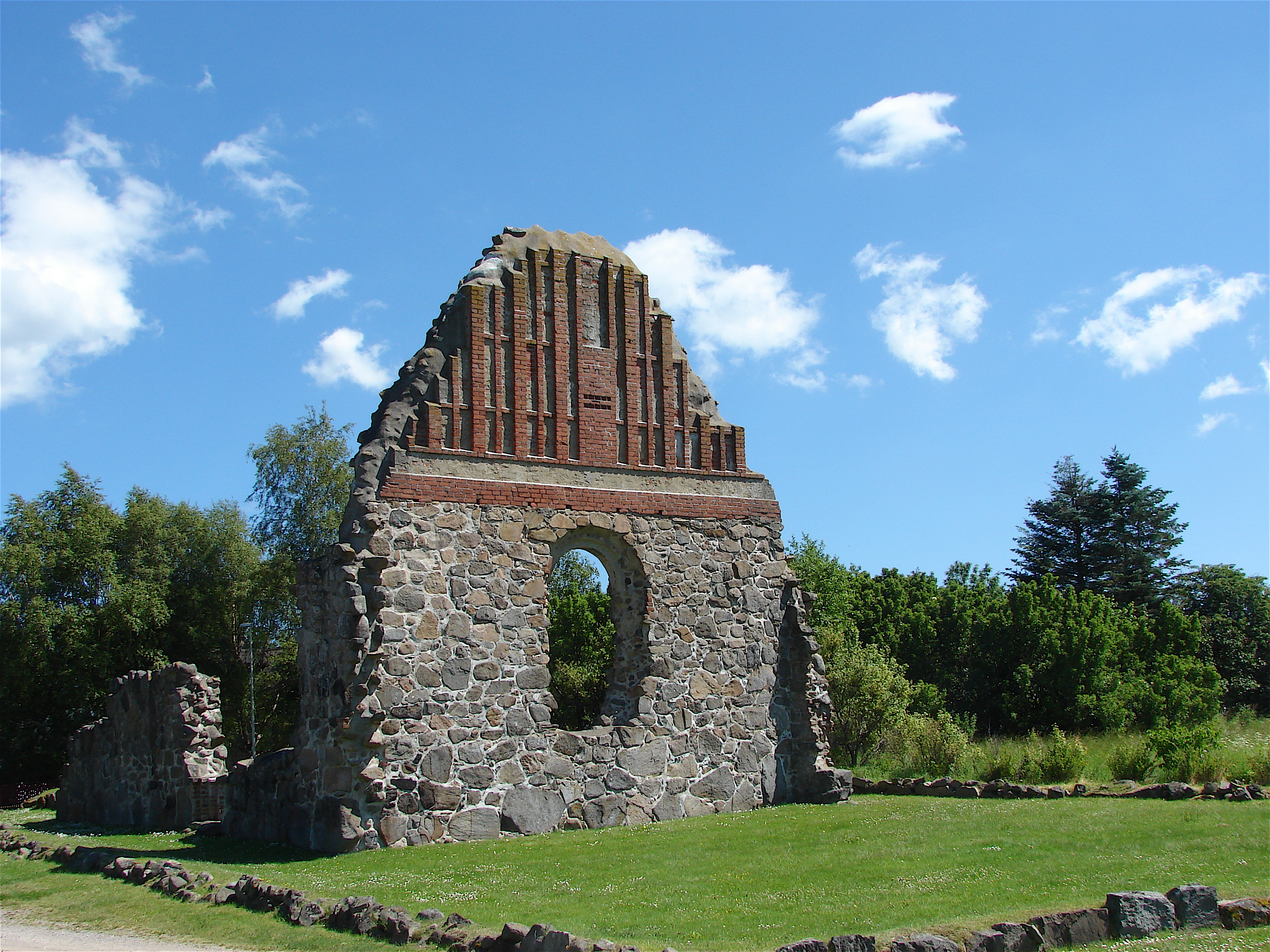
Rovine della cappella di Gertrude a Vä

Gertrude di Baviera e Sassonia (probabilmente 1154 – 1º luglio 1197) una figlia di Enrico il Leone, duca di Sassonia e duca di Baviera, e della sua prima moglie Clemenzia di Zähringen. Per jure uxoris, Gertrude fu per breve tempo duchessa di Svevia, e poi regina di Danimarca.

## Biografia
Nel 1166, Gertrude fu parte di un accordo nelle dispute tra gli Staufer e Welfen, che l'imperatore Federico Barbarossa riuscì a raggiungere all'Hoftag di Ulma: la figlia dodicenne di Enrico il Leone fu data in sposa a Federico (IV), che aveva circa dieci anni in più ed era duca di Svevia dal 1152. Nel 1167, Federico IV si recò in Italia con l'esercito imperiale guidato da Barbarossa, dove gran parte dell'esercito si ammalò di peste nell'agosto 1167. Il 19 agosto 1167 Federico IV morì a causa della sua malattia. Il breve matrimonio tra Federico e la tredicenne Gertrude rimase senza figli.
Nel 1171, nell'ambito dell'accordo di pace con il re di Danimarca Valdemaro I, Enrico il Leone organizzò il fidanzamento della figlia vedova con Canuto. Il matrimonio ebbe luogo nel 1176 o 1177. Il secondo marito di Gertrude era stato incoronato re di Danimarca nel 1170, era governatore della Scania al momento del matrimonio e succedette al padre nella carica nel 1182. Anche questo matrimonio rimase senza figli, poiché - come riporta il cronista Arnoldo di Lubecca - la coppia visse in castità.
Gertrude morì il 1º luglio 1197 e fu sepolta a Vä. Questo luogo si trova nella Scania, una provincia storica nel sud della Svezia che apparteneva alla Danimarca fino al XVII secolo. Un monastero premostratense fu fondato a Vä intorno al 1160 dall'arcivescovo Eskil di Lund, che nel 1170 incoronò re Canuto VI, marito di Gertrude, a Ringsted. Il monastero fu distrutto da un incendio nel 1213 e i canonici si trasferirono nella vicina Bäckaskog.
La tomba di Gertrude non esiste più. È possibile che sia stata sepolta nella chiesa romanica di Santa Maria, risalente al XII secolo e sopravvissuta all'incendio del monastero del 1203. Anche la cappella di Gertrude, di cui rimane solo un rudere con il frontone occidentale del XV secolo, è un possibile luogo di sepoltura. Il marito di Gertrude, Canuto VI, morì nel 1202 e fu sepolto nella chiesa di San Bendts a Ringsted, luogo di sepoltura dei re di Danimarca dell'epoca.

## Ascendenza
|                                |                    |                            | Genitori                            |  |  | Nonni |  |  | Bisnonni             |  |  | Trisnonni           |  |
|                                |                    |                            |                                     |  |  |       |  |  | Enrico IX di Baviera |  |  | Guelfo I di Baviera |  |
|                                |                    |                            |                                     |  |  |       |  |  | Enrico IX di Baviera |  |  | Guelfo I di Baviera |  |
|                                |                    | Giuditta di Fiandra        |                                     |  |  |       |  |  | Enrico IX di Baviera |  |  |                     |  |
| Enrico X di Baviera            |                    |                            |                                     |  |  |       |  |  | Enrico IX di Baviera |  |  |                     |  |
|                                |                    | Wulfhilde di Sassonia      | Magnus di Sassonia                  |  |  |       |  |  |                      |  |  |                     |  |
|                                |                    | Wulfhilde di Sassonia      | Magnus di Sassonia                  |  |  |       |  |  |                      |  |  |                     |  |
|                                |                    | Wulfhilde di Sassonia      | Sofia d'Ungheria                    |  |  |       |  |  |                      |  |  |                     |  |
| Enrico il Leone                |                    | Wulfhilde di Sassonia      |                                     |  |  |       |  |  |                      |  |  |                     |  |
|                                |                    | Lotario II di Supplimburgo | Gebeardo di Supplimburgo            |  |  |       |  |  |                      |  |  |                     |  |
|                                |                    | Lotario II di Supplimburgo | Gebeardo di Supplimburgo            |  |  |       |  |  |                      |  |  |                     |  |
|                                |                    | Lotario II di Supplimburgo | Edvige di Formbach                  |  |  |       |  |  |                      |  |  |                     |  |
| Gertrude di Supplimburgo       |                    | Lotario II di Supplimburgo |                                     |  |  |       |  |  |                      |  |  |                     |  |
|                                |                    | Richenza di Northeim       | Enrico di Frisia                    |  |  |       |  |  |                      |  |  |                     |  |
|                                |                    | Richenza di Northeim       | Enrico di Frisia                    |  |  |       |  |  |                      |  |  |                     |  |
|                                |                    | Richenza di Northeim       | Gertrude di Brunswick               |  |  |       |  |  |                      |  |  |                     |  |
| Gertrude di Baviera e Sassonia |                    | Richenza di Northeim       |                                     |  |  |       |  |  |                      |  |  |                     |  |
|                                | Goffredo V d'Angiò | Folco V d'Angiò            |                                     |  |  |       |  |  |                      |  |  |                     |  |
|                                | Goffredo V d'Angiò | Folco V d'Angiò            |                                     |  |  |       |  |  |                      |  |  |                     |  |
|                                | Goffredo V d'Angiò | Eremburga del Maine        |                                     |  |  |       |  |  |                      |  |  |                     |  |
| Enrico II Plantageneto         | Goffredo V d'Angiò |                            |                                     |  |  |       |  |  |                      |  |  |                     |  |
|                                |                    | Imperatrice Matilda        | Enrico I d'Inghilterra              |  |  |       |  |  |                      |  |  |                     |  |
|                                |                    | Imperatrice Matilda        | Enrico I d'Inghilterra              |  |  |       |  |  |                      |  |  |                     |  |
|                                |                    | Imperatrice Matilda        | Matilde di Scozia                   |  |  |       |  |  |                      |  |  |                     |  |
| Matilde d'Inghilterra          |                    | Imperatrice Matilda        |                                     |  |  |       |  |  |                      |  |  |                     |  |
|                                |                    | Guglielmo X d'Aquitania    | Guglielmo IX di Aquitania           |  |  |       |  |  |                      |  |  |                     |  |
|                                |                    | Guglielmo X d'Aquitania    | Guglielmo IX di Aquitania           |  |  |       |  |  |                      |  |  |                     |  |
|                                |                    | Guglielmo X d'Aquitania    | Filippa di Tolosa                   |  |  |       |  |  |                      |  |  |                     |  |
| Eleonora d'Aquitania           |                    | Guglielmo X d'Aquitania    |                                     |  |  |       |  |  |                      |  |  |                     |  |
|                                |                    | Aénor di Châtellerault     | Aimery I, Visconte di Châtellerault |  |  |       |  |  |                      |  |  |                     |  |
|                                |                    | Aénor di Châtellerault     | Aimery I, Visconte di Châtellerault |  |  |       |  |  |                      |  |  |                     |  |
|                                |                    | Aénor di Châtellerault     | Dangerose de l'Isle Bouchard        |  |  |       |  |  |                      |  |  |                     |  |
|                                |                    | Aénor di Châtellerault     |                                     |  |  |       |  |  |                      |  |  |                     |  |